# Гальмівна колодка

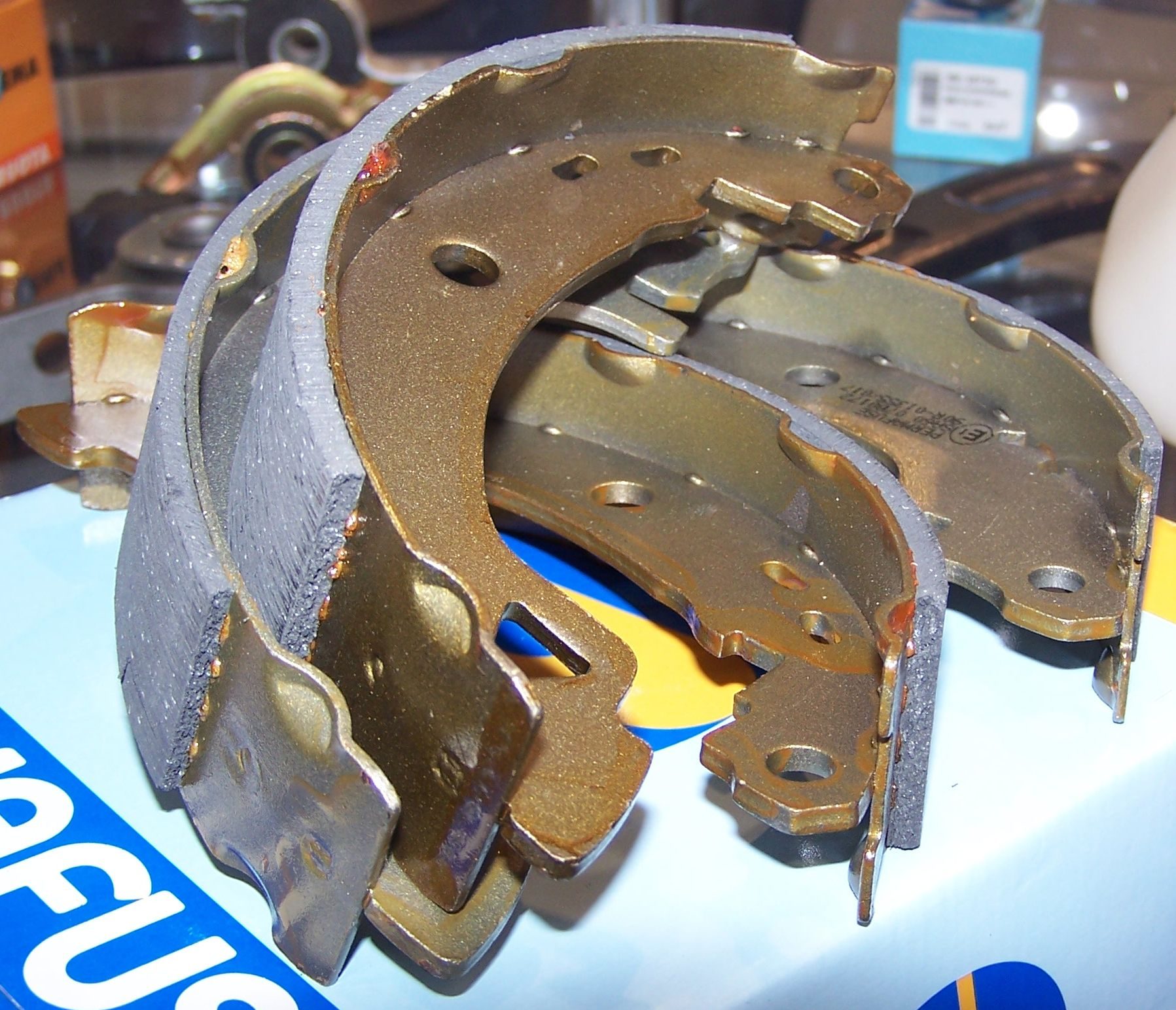
Гальмова колодка барабанного гальма автомобіля

Гальмівна колодка — частина гальмівного механізму і її основний робочий компонент. Саме гальмова колодка створює гальмівне прискорення, завдяки взаємодії з поверхнею колеса, гальмівного барабана або диска і перетворення сили натискання на гальмівний момент. Активно застосовуються на всіх видах колісного транспорту.
Гальмовою колодкою в побуті також називають противідкотний упор, що служить для додаткової фіксації транспортного засобу при стоянці.

## Застосування

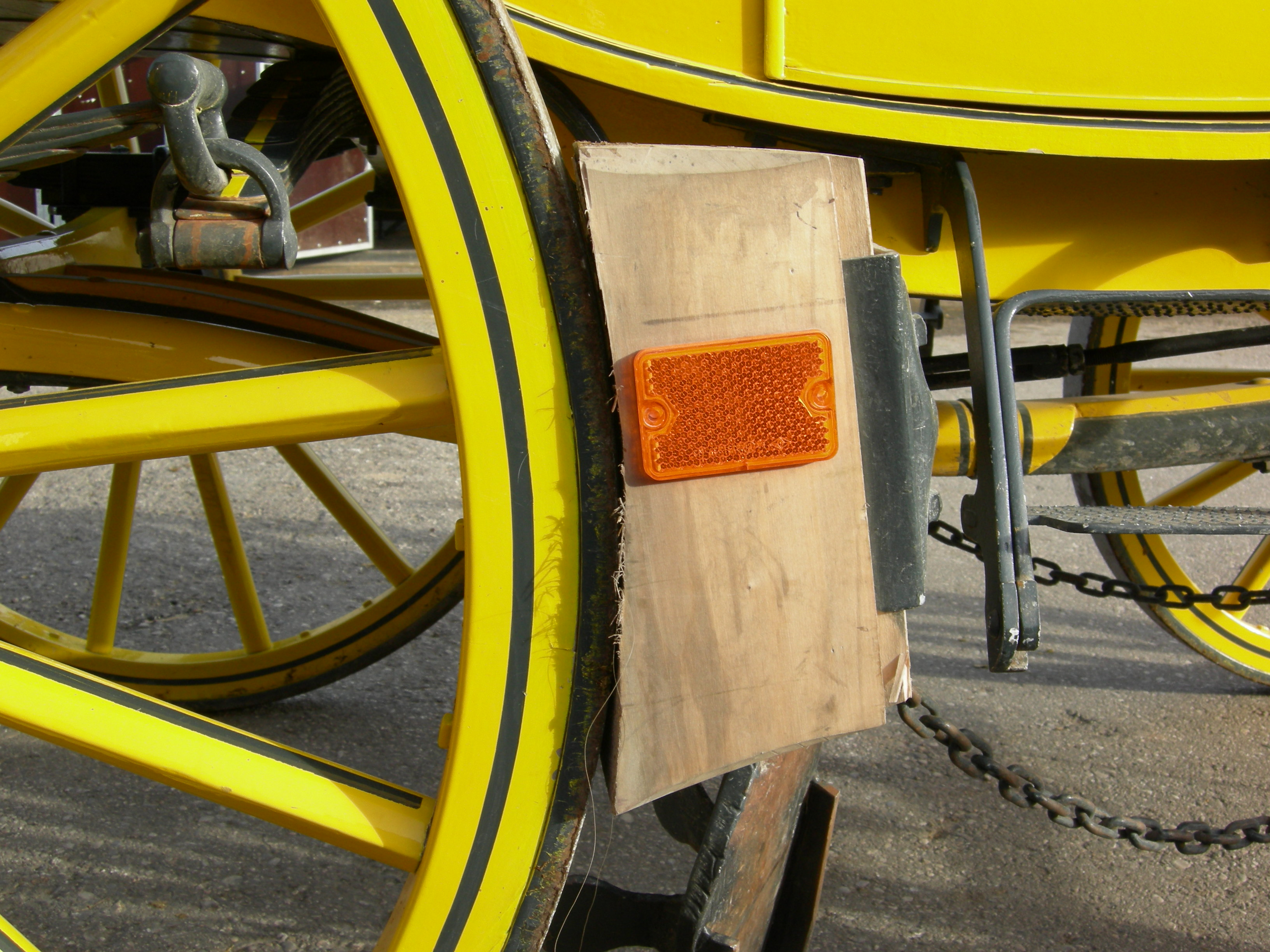
Дерев'яна гальмова колодка на кареті

Перші гальмівні колодки мали ручний привод і їх застосовували вже на каретах, де дерев'яні колодки притискалися до обода. Згодом нерідко ручний привід замінювали черв'ячною передачею.

### Гальмові колодки на поїздах

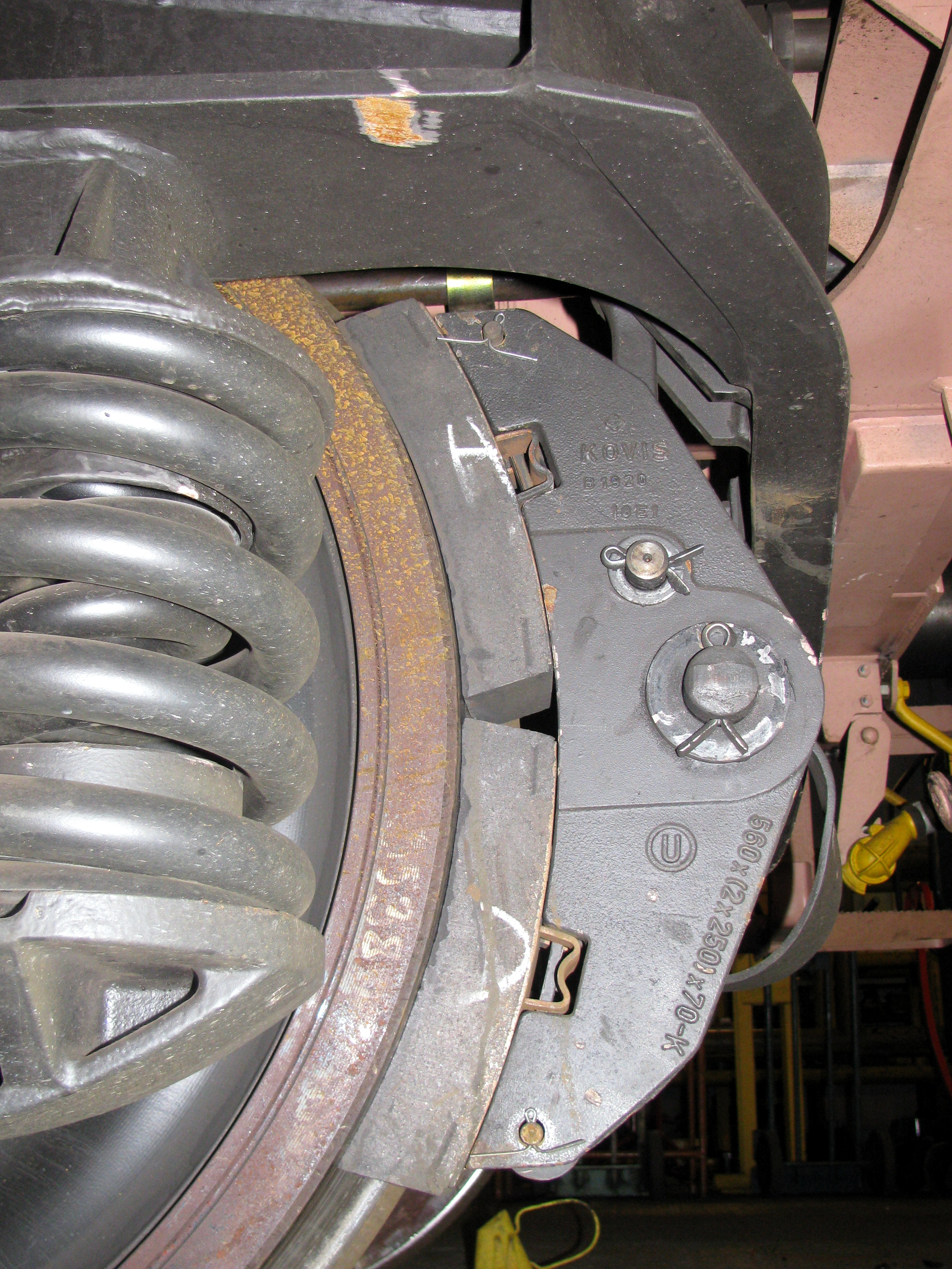
залізничного состава

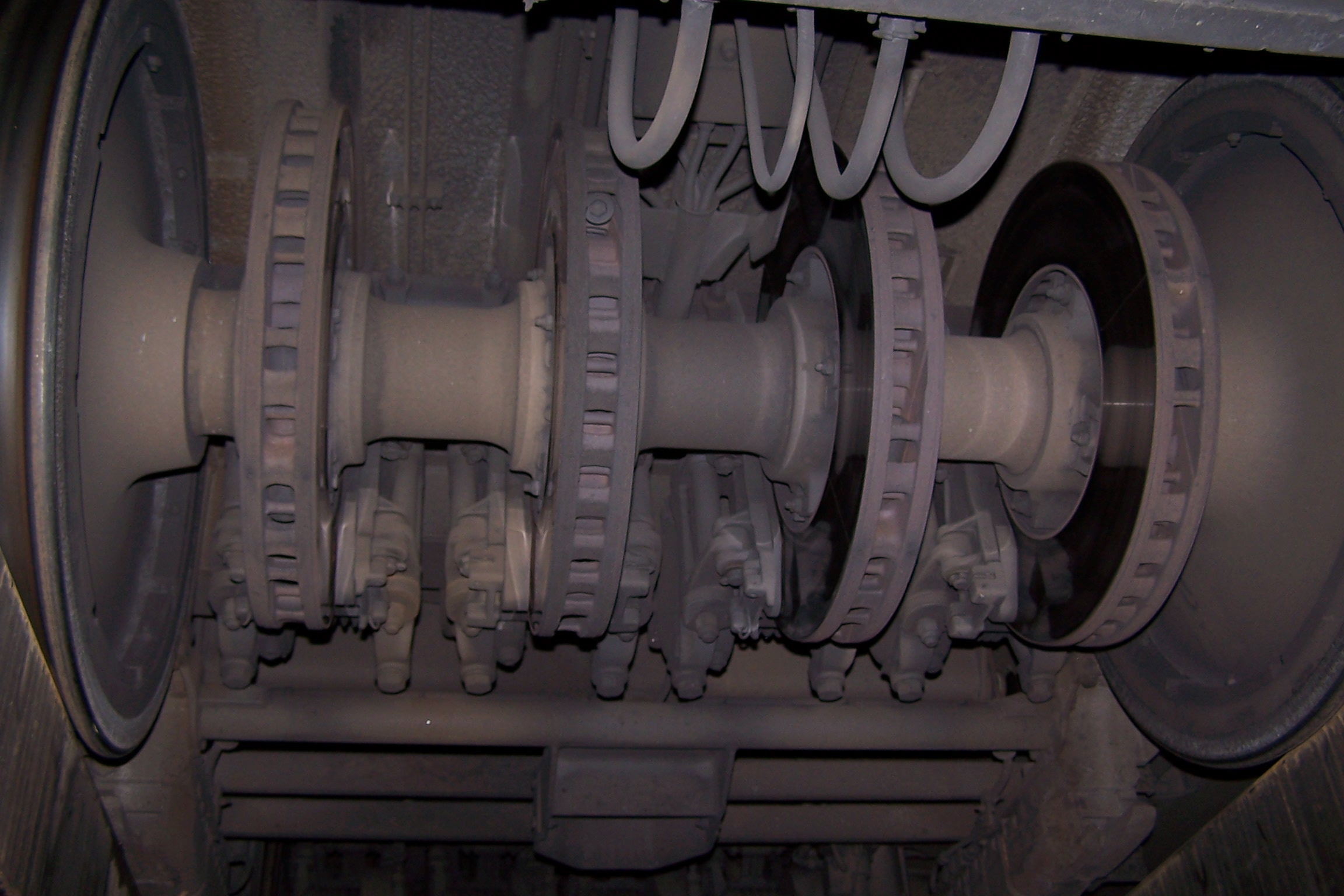
Дискові гальма на деяких локомотивах

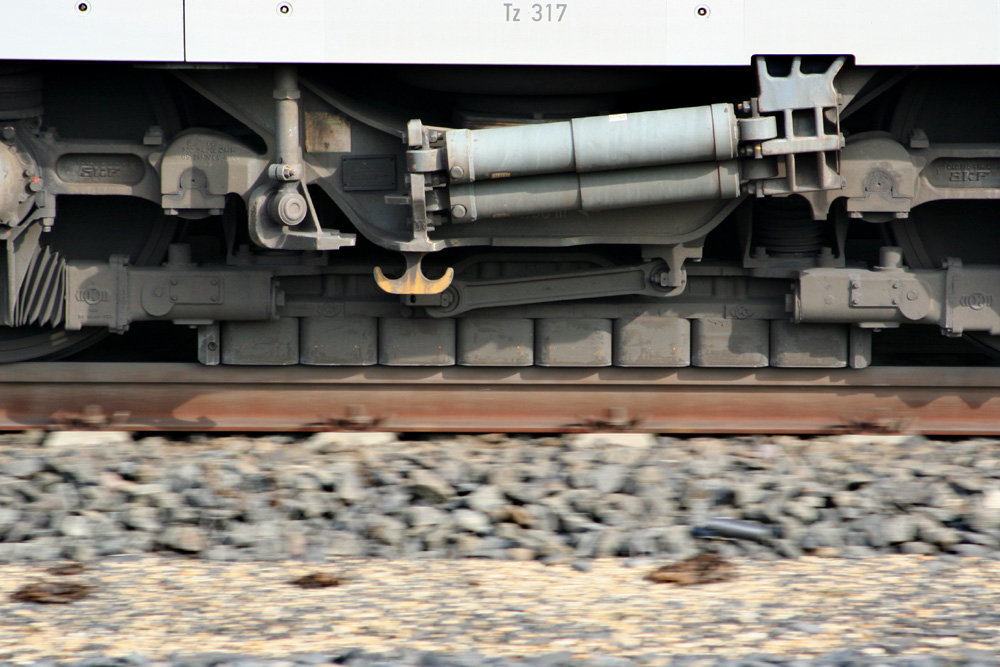
Магнітне рейкове гальмо

Механізм гальмування карет незабаром перейшов на щойно виниклий залізничний транспорт. На ньому також гальмові колодки були спочатку дерев'яними, а гальмівний натиск забезпечувався виключно фізичною силою спеціальних працівників поїзда — гальмувальників. Однак досить скоро на зміну фізичній силі людини прийшло стиснене повітря. Підвищення натиску на колодки спричиняло їх підвищене зношування і в цьому випадку дерево як матеріал вже не підходило. Як наслідок, стали застосовувати гальмові колодки з чавуну, а згодом і з композитів.
Найпоширеніші гальма, в яких колодки притискаються до обода колісної пари, однак при цьому, крім зносу самих колодок, зношується поверхня кочення коліс, що призводить до необхідності дорогого обточування коліс. Тому часто намагаються застосувати електричне гальмування, тобто гальмування тяговими електродвигунами, за якого гальмові колодки не беруть участі, що також дозволяє зменшувати витрати енергії завдяки рекуперації. Однак відмовлятися від них повністю не можна, оскільки за малих швидкостей електричне гальмування вже не може дати необхідного гальмівного ефекту, до того ж не виключена ймовірність його виходу з ладу, і в цьому випадку йому на зміну має прийти механічне гальмо з колодками. Тому іноді на залізничному транспорті застосовують дискове гальмо, де колодки труться не об колеса, а об спеціальний гальмовий диск, розміщений на осі колісної пари. Таке гальмо застосовують на високошвидкісних поїздах, а також на вагонах трамвая.
Можна також відзначити магнітне рейкове гальмо, де гальмівна колодка притискається до рейки, а сила натиску виникає завдяки електромагнітному полю, створюваному розташованими на колодці індуктивними котушками. Таке гальмо теж поширене на високошвидкісних поїздах, трамваях, а також на промисловому залізничному транспорті.

### Гальмові колодки на автомобілях
Гальмівні механізми, використовувані на автомобілі, діляться на два типи:
- Барабанні. В цьому випадку, ефект гальмування відбувається через тертя елементів, які є нерухомими, тобто колодок із фрикційними накладками. У свою чергу, вони заховані в гальмовому барабані з чавуну і сталі. Найчастіше, весь цей механізм, може виконувати роль стоянкового і робочого гальма.
- Дискові. В цьому випадку, гальмування відбувається також завдяки силі тертя, але виникає воно вже між колодками і гальмовим диском, встановленим між ними.

### Гальмові колодки на велосипедах
Велосипедні колодки дуже відрізняються, в залежності від конструкції гальма.

#### Дискове гальмо
Схоже за конструкцією з дисковим гальмом автомобіля або мотоцикла. Як і на мотоциклах, використовуються диски з чавуну або сталі.

#### Ободове гальмо
Колодки притискаються до обода колеса. Самі колодки складаються з гумової частини, що безпосередньо прилягає до колеса, і металевого кріплення. Є колодки зі змінною гумовою вставкою. На робочій поверхні колодки робляться насічки для відведення води.

#### Барабанне гальмо
Гальмівний механізм міститься всередині втулки. Під час гальмування циліндричний гальмовий барабан, що складається з двох половин, розсувається, притискаючись до внутрішньої поверхні корпусу втулки.

### Гальмові колодки на літаках
На літальних апаратах застосовують дискові або колодкові гальма. На вертольотах або легких літаках встановлені звичайні барабанні гальма з двома колодками, аналогічні автомобільним. На більш важких і швидкісних літаках використовують барабанні гальма, всередині маточини такого колеса встановлено по колу барабана багато відносно невеликих металокерамічних гальмових колодок, які лежать на кільцевій герметичній гумовій гальмовій камері. При надходженні в камеру повітря або гідросуміші вона надувається, забезпечуючи притискання кільцевого набору колодок до внутрішньої поверхні гальмового барабана, що й викликає гальмування. Нині на багатьох пасажирських і важких військових літаках застосовують багатодискові гальма, виконані за принципом мотоциклетного зчеплення — всередині гальмового барабана встановлено пакет почергових профільованих сталевих або титанових дисків, з наклепаними по колу гальмових дисків фрикційними керамічними накладками. При стисненні пакету штоками-штовхачами відбувається ефективне гальмування. Оскільки при цьому виділяється багато теплоти, то всередині гальмового барабана може встановлюватися високооборотний електродвигун з крильчаткою, що нагнітає повітря всередину маточини колеса.

## Будова
Гальмова колодка являє собою металеву пластинку, що є основою, на якій закріплено фрикційну накладку. Колодка з накладкою повторюють форму поверхні, до якої вони притискаються — диска (тертьова поверхня рівна) або барабана (тертьова поверхня циліндрична). На основі накладку закріплюють заклепками або спеціальним клеєм. Крім того, на деяких автомобілях передбачено встановлення в колодці датчика її зносу.
До складу сучасної фрикційної накладки входять кераміка, спеціальні смоли, синтетичний каучук, органічні та мінеральні волокна, наповнювачі і модифікатори. Склад фрикційних матеріалів досить складний, і в кожної фірми-виробника гальмівних колодок він свій. Справа в тому, що під час гальмування колодки дуже нагріваються, іноді до тисячі градусів[джерело?]. При цьому вони мають упевнено витримувати такі температури, не руйнуватися і не втрачати фрикційних властивостей.
Найбільш шкідливі для гальмових колодок перегрів, вода, оливи і агресивні рідини (антифриз, гальмова рідина). За недостатньої ефективності гальмування або скрипінні гальм, коли накладка стерта і гальмує лише металева основа, колодки необхідно замінити, причому замінюють їх тільки парами.

## Принцип дії
В основі роботи колодкових гальмівних механізмів лежить принцип перетворення енергії. В цьому випадку кінетична енергія руху транспортного засобу перетворюється на теплову завдяки активному тертю гальмової колодки об гальмовий диск, барабан або колісну пару. При гальмуванні в гальмовому приводі створюється тиск повітря, гальмової рідини або натяг троса, який передається на виконавчі механізми гальм — гальмові циліндри або гальмовий кулак. Саме ці механізми і змушують притискатися гальмову колодку до диска/барабана. Чим сильніше притискання колодки, тим більша виникає сила гальмування. При цьому, пара тертя колодка-диск (або колодка-барабан) нагрівається, вбираючи кінетичну енергію транспортного засобу, що рухається, і він зупиняється.